# Dödesudden
Dödesudden är en udde i Finland. Den är en del av ön Kejvsalö och ligger i Lovisa stad i landskapet Nyland, i den södra delen av landet, 70 km öster om huvudstaden Helsingfors.
Terrängen inåt land är mycket platt.  Närmaste större samhälle är Lovisa, 15,4 km norr om Dödesudden. 